# Iran-Contra-skandalen
Iran-Contras-skandalen (i anledning af Watergate-skandalen også kaldt Irangate) var en udenrigspolitisk skandale i USA i 1980'erne.
Midt i 80'erne solgte USA i al hemmelighed våben til Iran, angiveligt for at få frigivet amerikanske gidsler i Libanon (Arms for Hostages). Skandalen foregik under Ronald Reagans præsidentperiode og blev afsløret i oktober og november i 1986.
Indtægterne fra salget blev i realiteten brugt til at skaffe våben til Contras i Nicaragua, som kæmpede mod sandinistregeringen.
Der blev ført en sag i Den Internationale Domstol i 1986, Nicaragua vs. De Forenede Amerikanske Stater. Domstolen afgjorde at USA havde overtrådt international lov ved at støtte Contra'erne og lægge havminer ud for Nicaraguanske havne. USA blokerede dog i FN's Sikkerhedsråd for at afgørelsen (i form af erstatning) fik nogen effekt. Nicaragua gav op i 1991. 